# Thuần Nguyên Vương hậu
Thuần Nguyên Vương hậu (chữ Hán: 純元王后; Hangul: 순원왕후; 8 tháng 6 năm 1789 - 21 tháng 9 năm 1857) hay Thuần Nguyên Túc hoàng hậu (純元肅皇后, 순원숙황후), là Vương hậu dưới thời Triều Tiên Thuần Tổ. Bà là sinh mẫu của Hiếu Minh Thế tử Lý Thái, cha của Triều Tiên Hiến Tông; và cũng là dưỡng mẫu của Triều Tiên Triết Tông.
Bà từng là nhiếp chính của Triều Tiên 2 lần, đợt 1 từ năm 1834 đến năm 1841, nhiếp chính cho cháu trai Hiến Tông đại vương; đợt thứ 2 từ năm 1849 đến năm 1852 cho dưỡng tử Triết Tông đại vương. Trong thời đại này, gia đình của bà là An Đông Kim thị (安東金氏) nắm đại quyền, khuynh đảo chính quyền Triều Tiên trong một thời gian dài hơn 20 năm.

## Xuất thân
Thuần Nguyên Vương hậu xuất thân thế gia từ dòng họ An Đông Kim thị (安東金氏), hậu duệ của Cao Ly Thái sư Kim Tuyên Bình (金宣平), cháu trai của Tân La Hiếu Cung Vương. Bà là con gái của Vĩnh An phủ viện quân Kim Tổ Thuần (永安府院君金祖淳) và Tĩnh Dương phủ phu nhân họ Thẩm ở Thanh Tùng (靑陽府夫人靑松沈氏).
Bà sinh vào ngày 15 tháng 5, năm 1789, những năm cai trị của Triều Tiên Chính Tổ; được sinh ra tại tư đệ ở phường Dưỡng Sinh (養生坊).

## Vương phi và ngoại thích An Đông Kim thị
Năm 1788, dưới triều Chính Tổ năm thứ 22, xuất hiện nhiều đảng phái tranh giành quyền lực trong triều đình. Kim Tổ Thuần giữ thân mình trung lập, chủ trương hòa hoãn giữa các phe phái. Việc làm của ông được Chính Tổ khen ngợi và tín nhiệm. Vào năm 1789, Tổ Thuần đi sứ sang nhà Thanh, sau khi về nước được nhà vua hết mực đề bạt.
Năm 1800, Chính Tổ quy thiên, Thế tử Lý Công kế vị, tức Triều Tiên Thuần Tổ. Ngày 2 tháng 8 năm đó, Đại vương đại phi Kim thị lên nhiếp chính, đề bạt Kim Tổ Thuần làm Binh tào Phán thư (兵曹判書). Về sau dần thăng lên Nghệ Văn quán Đề học (藝文館提學), Lại tào Phán thư (吏曹判書), Hoằng Văn quán Đại đề học (弘文館大提學) rồi trở thành Phán sử Nghĩa Cấm phủ (判義禁府事).
Năm 1802, ngày 6 tháng 9, con gái của Kim Tổ Thuần là Kim thị tham gia "Tam giản trạch" (三揀擇), được Đại vương đại phi Kim thị chọn làm Vương phi cho Thuần Tổ đại vương. Ngay theo đó, Tổ Thuần trở thành Vĩnh An phủ viện quân (永安府院君), còn mẹ bà là Thẩm thị trở thành Tĩnh Dương phủ phu nhân (靑陽府夫人).
Năm đó, ngày 13 tháng 10, hôn lễ giữa Kim thị và Thuần Tổ diễn ra, khi ấy bà chỉ vừa 13 tuổi.
Những năm sau đó, gia tộc bà dần dần được lãnh nhiều chức vụ quan trọng. Cha bà dần dần nắm nhiều binh quyền, trở thành Đại tướng quân (大將軍). Các em trong tộc của bà như Kim Vấn Căn (金汶根), Kim Tả Căn (金左根), Kim Tổ Căn (金祖根) hay Kim Hoằng Căn (金弘根) cũng dần được tham dự triều chính. Họ kết bè phái, tuyên dương Nho giáo mà trấn áp bốc lột bách tín.
Năm 1809, ngày 9 tháng 8, Vương phi Kim thị sinh hạ con trai đầu lòng tên Lý Thái (李旲). Ngôi vị trung cung của Vương phi Kim thị vững chắc, thế lực của An Đông Kim thị khi đó đã đạt đến đỉnh điểm vinh hoa và quyền thế. Năm 1812, ngày 6 tháng 7, con trai bà được sách phong làm Vương thế tử (王世子).
Năm 1819, Vương thế tử kết hôn với con gái của đại thần Triệu Vạn Vĩnh (趙萬永), gia phong Triệu thị làm Vương thế tử tần (王世子嬪). Năm 1824, Thế tử tần Triệu thị sinh ra Vương thế tôn Lý Hoán (李奐) ở Xương Khánh cung, Cảnh Xuân điện. Về sau, đứa trẻ chính là Triều Tiên Hiến Tông.
Năm 1830, ngày 6 tháng 5, Thế tử Lý Thái qua đời khi chỉ vừa 22 tuổi, truy thụy Hiếu Minh Thế tử (孝明世子). Cũng năm đó, sách phong Lý Hoán làm Vương thế tôn (王世孫).

## Quốc mẫu và An Đông Kim thị cực thịnh
Năm 1834, ngày 13 tháng 12 dương lịch, Thuần Tổ đại vương qua đời tại Hội Tường điện của Khánh Hi cung. Khoảng 5 ngày sau, Thế tôn Lý Hoán kế vị, tức Hiến Tông đại vương. Tổ mẫu Vương phi Kim thị được tôn làm Vương đại phi (王大妃), trở thành nhiếp chính cho cháu trai 8 tuổi của mình. Không lâu sau, Đại phi ra ý chỉ truy tôn cho Thuần Tổ, truy thụy cho Hiếu Minh Thế tử thành Dực Tông (翼宗), lại tự tôn Vương đại phi trở thành Đại vương đại phi (大王大妃) với tư cách là tổ mẫu, Thế tử tần Triệu thị trở thành Vương đại phi. Quyền lực chính trị tại vương quốc này vẫn còn trong tay của gia đình bà.
Sau khi Kim Tổ Thuần qua đời vào năm 1832, gia tộc An Đông Kim thị nhất thời không có thủ lĩnh, bị ngoại thích mới là Phong Nhưỡng Triệu thị của Vương đại phi Triệu thị lấn át. Sau nhiều đợt đấu đá nhau, Kim Tổ Căn (金祖根) đánh bại được con trai trưởng của Kim Tổ Thuần, cũng là em họ của ông, là Kim Tả Căn (金左根), giành quyền thủ lĩnh của An Đông Kim thị. Kim Tổ Căn nhân đó được quyền thế, họ Kim cũng nhân đó đưa con gái vào tham gia Giản trạch tuyển Phi cho Tân vương Hiến Tông.
Năm 1837, ngày 8 tháng 3, Kim thị và Hiến Tông bái hành gia lễ, trở thành Vương phi, tức Hiếu Hiển Vương hậu. Nắm địa vị quốc trượng, Kim tổ Căn thuận lợi nắm đại quyền triều chánh. Đương lúc đó, Đại vương đại phi là em gái ruột của Kim Tả Căn, còn Đại phi Triệu thị là con gái của Triệu Vạn Vĩnh (趙萬永), hai đối thủ đáng gờm khiến Kim Tổ Căn chưa thể khống chế triều đình hoàn toàn.
Năm 1843, ngày 25 tháng 8, Vương phi Kim thị qua đời, trạng thái giữa 2 đại gia tộc ngoại thích bất phân thắng bại.

## Qua đời và Ngoại thích suy yếu
Năm 1844, ngày 3 tháng 1, Kim Tổ Căn qua đời, em trai của Đại vương đại phi là Kim Tả Căn (金左根) trở thành thủ lĩnh của An Đông Kim thị. Như thế, dòng họ An Đông Kim thị tiếp tục hồi sinh, đạt được đại quyền thế khuynh đảo trong triều đình.
Năm 1849, ngày 6 tháng 6, Hiến Tông qua đời mà không có con trai kế thừa vương vị. Đại vương đại phi Kim thị lệnh cho con trai thứ ba của Toàn Khê quân (全溪君), tức Đức Hoàn quân (德完君) làm người kế vị, trở thành Triều Tiên Triết Tông. Đại vương đại phi Kim thị được tôn làm Mẫu phi (母妃), vì nhân do Triết Tông còn nhỏ tuổi, tiếp tục thực hiện Thùy liêm thính chánh. Thế lực hùng mạnh của Kim Tả Căn lại gia tăng, giữ các chức Phán thư (判書), đả kích đối thủ chính trị, cũng là thủ lĩnh của Phong Nhưỡng Triệu thị là Triệu Bỉnh Quỳ (趙秉夔). Sau khi dưỡng phụ của Bình Quỳ là Lĩnh nghị chánh Triệu Dần Vĩnh (趙寅永) qua đời, Kim Tả Căn ngay lập tức đoạt lấy chức Lãnh nghị chánh (領議政), độc bá triều cương, khiến Phong Nhưỡng Triệu thị và bá tính ác cảm ra mặt.
Đạt được quyền thế, nội bộ An Đông Kim thị lại trở nên lục đục. Do Kim Tả Căn và em họ là Kim Vấn Căn (金汶根) tranh chấp gia tài, lại mâu thuẫn chuyện đưa con gái vào cung tham gia Giản trạch tuyển Phi. Năm 1851, Triết Tông sách lập con gái của Kim Vấn Căn làm Vương phi, do đó Kim Vấn Căn lãnh tước Vĩnh Ân phủ viện quân (永恩府院君), trở thành quốc trượng, đối đầu với thế lực của Kim Tả Căn. Giữa lúc đó, Đại vương đại phi Kim thị sức khỏe không tốt, hay mắc bệnh.
Năm 1857, ngày 4 tháng 8, Đại vương đại phi Kim thị bệnh nặng, không lâu sau thì qua đời ở Dưỡng Tâm các (養心閣) của Xương Đức cung, hưởng thọ 68 tuổi. Khoảng 5 ngày sau, quần thần dâng thụy hiệu là Thuần Nguyên (純元).
Sau khi Thuần Nguyên vương hậu qua đời, gia tộc An Đông Kim thị hoàn toàn mất đi chỗ dựa, đối với Kim Tả Căn là một đả kích lớn. Ngay sau đó, Vương đại phi Triệu thị được tôn làm Đại vương vương phi, Phong Nhưỡng Triệu thị lại "đông sơn tái khởi". Năm 1862, sau biến loạn chính trị, An Đông Kim thị và Kim Tổ Căn bị hoạch tội lạm quyền, dần mất quyền thế. Đến năm 1863, Triều Tiên Cao Tông được Triệu Đại phi lập lên ngôi, Phong Nhưỡng Triệu thị hoàn toàn nắm đại quyền, dòng tộc An Đông Kim thị hoàn toàn giải thể.
Về sau, Triều Tiên Cao Tông truy tôn Triều Tiên Thuần Tổ làm Thuần Tổ Túc hoàng đế (純祖肅皇帝), Thuần Nguyên vương hậu được tôn làm Thuần Nguyên Túc hoàng hậu (純元肅皇后, 순원숙황후).

## Thụy hiệu
- 명경문인광성융희정렬선휘영덕자헌현륜홍화신운수목예성홍정순원숙황후
- 明敬文仁光聖隆禧正烈宣徽英德慈獻顯倫洪化神運粹穆睿成弘定純元肅皇后
- Minh Kính Văn Nhân Quang Thánh Long Hi Chính Liệt Tuyên Hy Anh Đức Từ Hiến Hiển Luân Hồng Hóa Thần Vận Túy Mục Duệ Thành Hoằng Định Thuần Nguyên Túc hoàng hậu

## Trong văn hoá đại chúng
Được diễn bởi Seo Jeong-yeon trong phim truyền hình Mây hoạ ánh trăng (KBS 2016).
Được diễn bởi bea jong ok trong phim truyền hình Chàng hậu (tvN 2020-2021)

## Gia quyến
- Phụ thân: Kim Tổ Thuần (金祖淳; 1765 - 1832), Vĩnh An phủ viện quân Lãnh nghị chánh Trung Văn công (永安府院君領議政忠文公).
- Mẫu thân: Thanh Dương phủ phu nhân Thanh Tùng Thẩm thị (青陽府夫人靑松沈氏).
  - Anh trai: Phụ quốc sùng lộc đại phu Phán đôn ninh phủ sứ Kim Thượng Căn (金逌根).
  - Anh trai: Tham phán Kim Nguyên Căn (金元根).
  - Em trai: Lĩnh nghị chánh Trung Dực công Kim Tả Căn (金左根).
  - Em gái: Kim thị (金氏), lấy Phán quan Nam Cửu Thần (南久淳).
  - Em gái: Kim thị (金氏), lấy Phán quan Lý Khiêm Tại (李謙在).
  - Em gái: Kim thị (金氏), lấy Thừa chỉ Lý Khẳng Ngu (李肯愚).
  - Em gái: Kim thị(金氏), lấy Tiền quận thủ Lý Bỉnh Ích (李秉益).
- Con cái:

1. Trưởng tử Hiếu Minh Thế tử (孝明世子, 1809 -1830), tên Lý Thái (李旲). Phối ngẫu là Thần Trinh Vương hậu của Phong Nhưỡng Triệu thị, sinh hạ Triều Tiên Hiến Tông.
2. Trưởng nữ Minh Uẩn công chúa (明溫公主, 1810 - 1832), hạ giá lấy Đông Ninh úy Kim Hiền Căn (金賢根).
3. Thứ nhị nữ Phúc Uẩn công chúa (福溫公主, 1818 - 1832), hạ giá lấy Xương Ninh úy Kim Bỉnh Trù (金炳疇).
4. Thứ tử Đại quân (大君), sinh vào năm 1820 và chết trong năm đó.
5. Thứ tam nữ Đức Uẩn công chúa (德溫公主, 1822 - 1844), hạ giá lấy Nam Ninh úy Doãn Nghi Thiện (尹宜善).
6. Dưỡng tử Triều Tiên Triết Tông Lý Biện (李昪), con trai của Toàn Khê Đại viện quân Lý Khoáng (李壙) và Long Thành phủ đại phu nhân Liêm thị ở Long Đàm (龍城府大夫人龍潭廉氏). Ông là hậu duệ của Trang Hiến Thế tử Lý Huyên, thông qua người con của Thế tử là Ân Ngạn quân (恩彦君).